# Schwonsburg

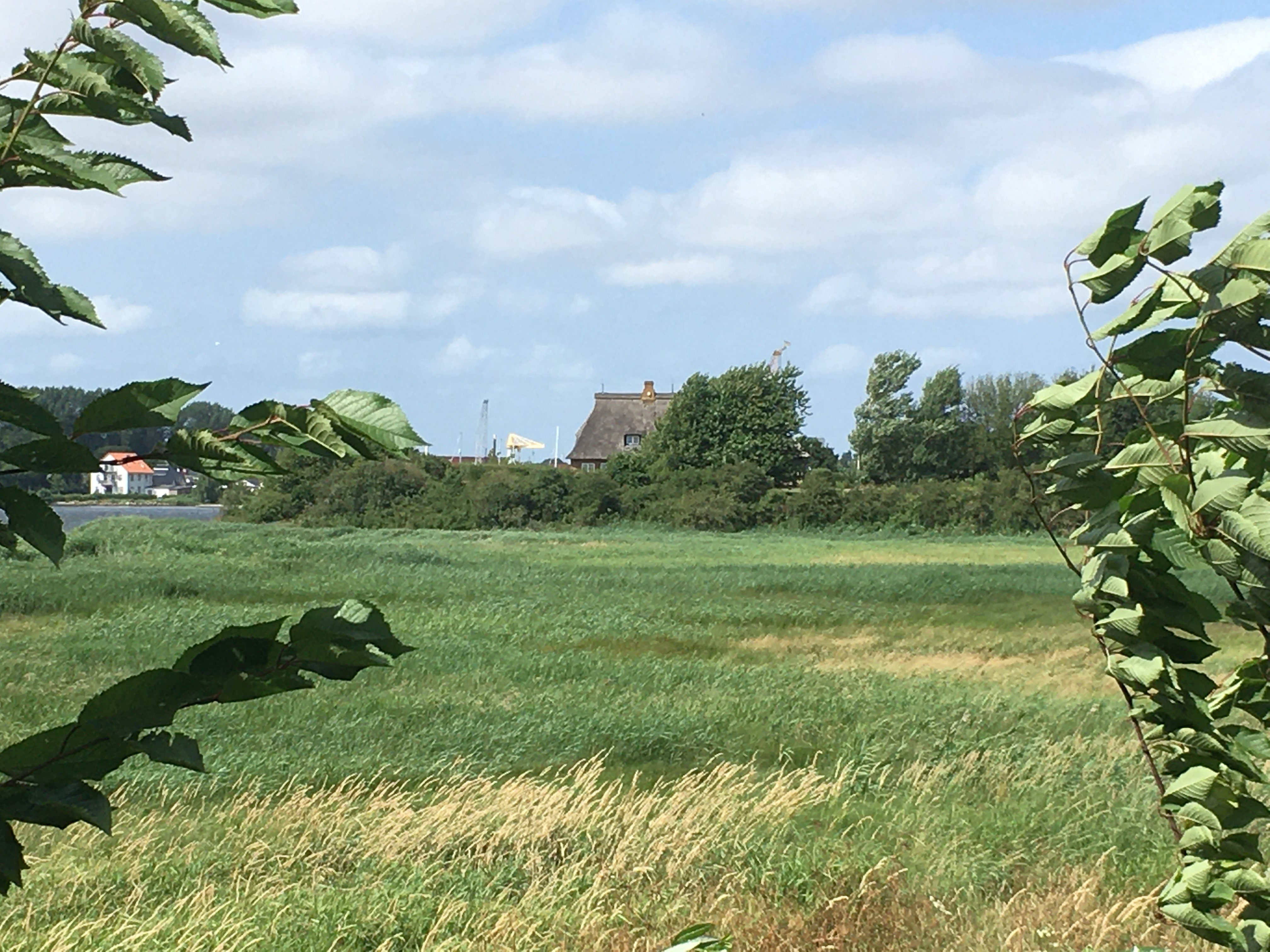
Blick auf die Halbinsel der Schwonsburg

Die Schwonsburg (dänisch: Svaneborg ≈ wörtlich übersetzt Schwanenburg) ist eine abgegangene Burg im Landschaftsgebiet Schwansen auf einer Halbinsel in der Schlei gegenüber der Stadt Arnis. Noch heute ist eine Erhebung vorhanden, auf der zwei einzelne Gebäude (Wohnhaus mit Nebengebäude) stehen (seit 1786 belegt). Die Erhebung der Schwonsburg schirmt ein kleines Noor von der eigentlichen Schlei ab.
Die Schwonsburg soll 1415 durch König Erich von Pommern angelegt worden sein, der als sogenannter Unionskönig bis zu seiner Absetzung 1439 über die drei nordischen Reiche Dänemark, Norwegen und Schweden (Kalmarer Union) herrschte und insbesondere mit der Hanse im Konflikt stand. Zusammen mit einer Verteidigungsanlage, die sich etwa dort erhob, wo sich heute der Friedhof von Arnis befindet, sollte über Schlei-Enge zwischen Arnis und Sundsacker der Stadt Schleswig der Seeweg zu den Verbündeten (s. auch: Adolf VIII.) abgeschnitten werden. Zur gleichen Zeit wie die Schwonsburg soll auch die etwas weiter südlich gelegene Königsburg errichtet worden sein.
Schon auf der Karte von Johannes Mejer zur Schleifischerei (1649) wurde die damalige Insel als „Swonsburg“ bezeichnet.
Die Schwonsburg gehört heute zur Gemeinde Winnemark.

## Trivia
Das Wohnhaus der Schwonsburg hat die Schriftstellerin Kirsten Boie zu ihrem Roman Ein Sommer in Sommerby inspiriert.